# Eduard Meier (Schuhhaus)

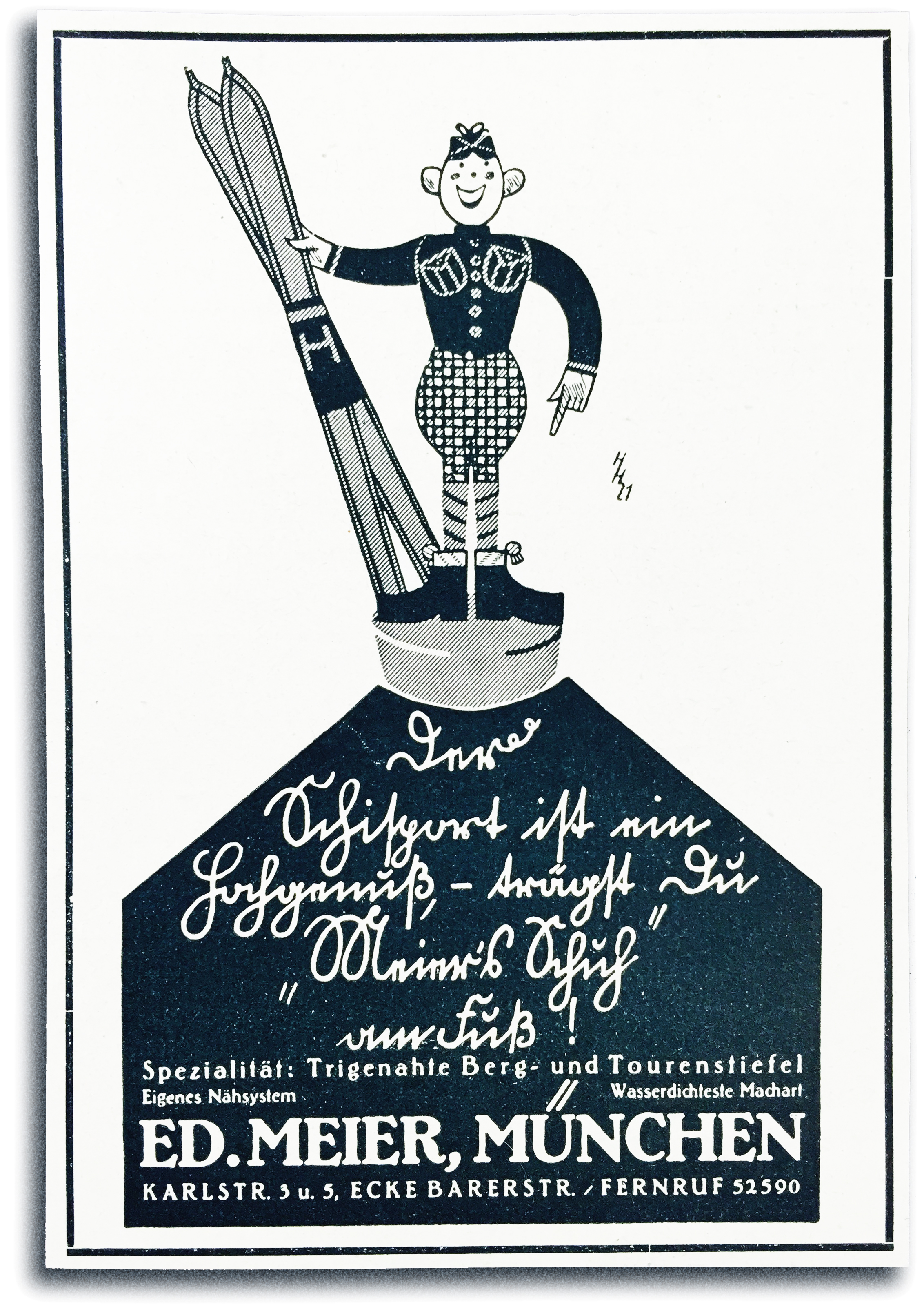
„Der Bergsport wird zum Hochgenuss“, Werbung Ed.Meier, frühe 1930er-Jahre

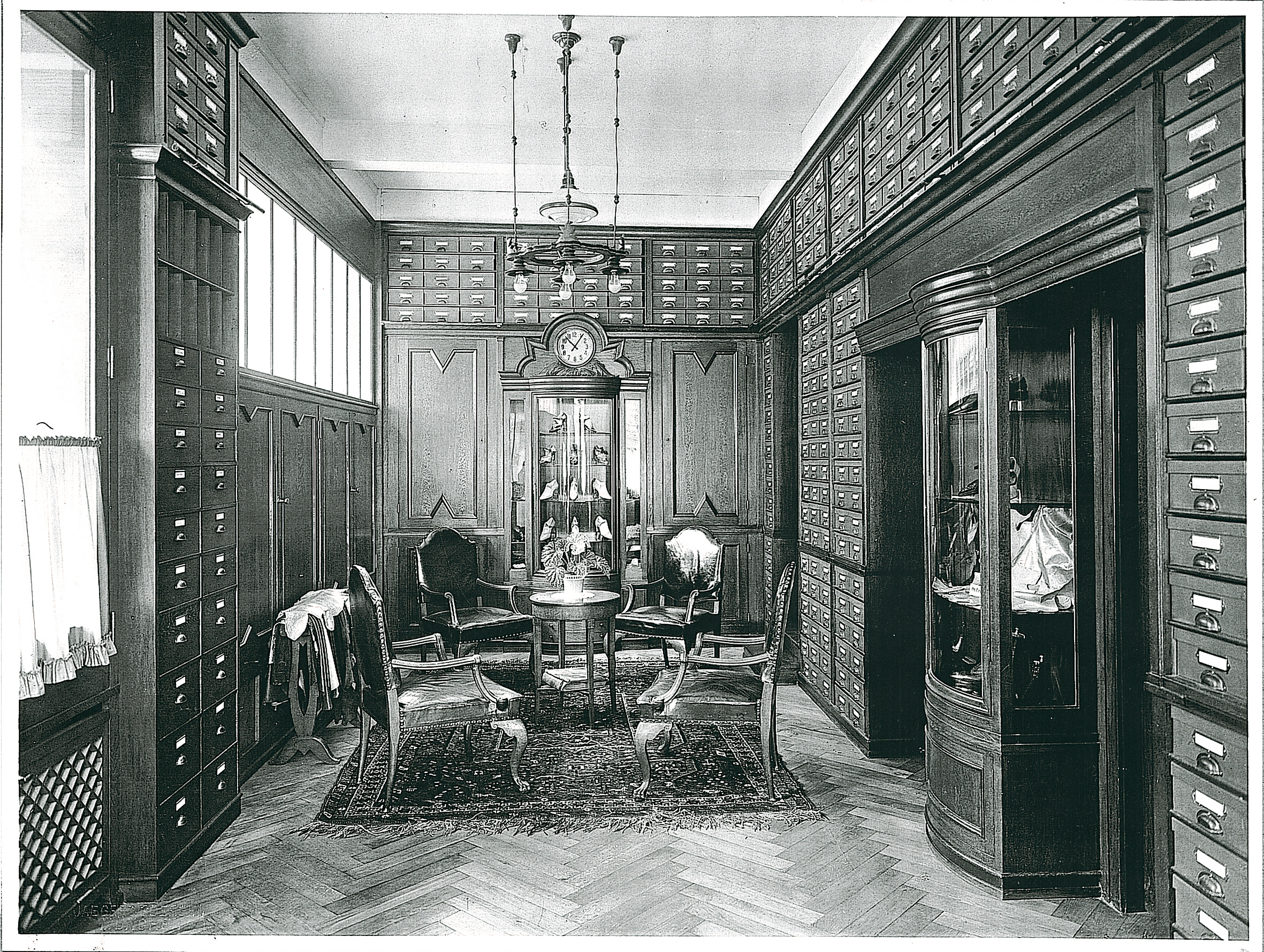
Maßabteilung 1929

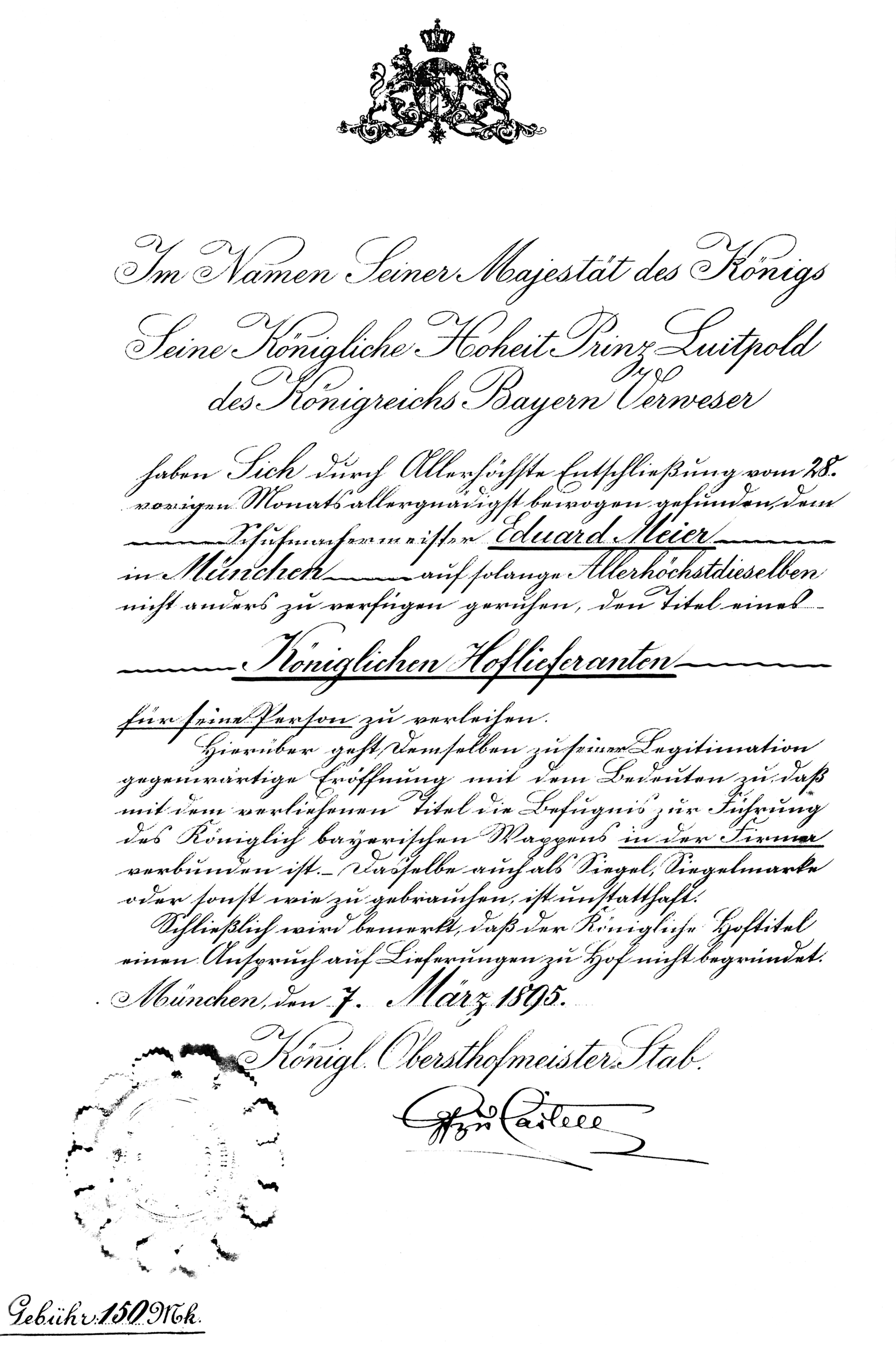
Hoflieferantenurkunde Eduard Meier – Königreich Bayern

Die Marken Ed.Meier München oder Eduard Meier und das Unternehmen Eduard Meier GmbH gingen aus der Schuhmacherei des Schuhmachermeisters Eduard Meier, der seit 1895 den Titel Königlich Bayerischer Hoflieferant trug, hervor. Das Hauptgeschäft befindet sich in der Brienner Straße 10 in München.

## Geschichte

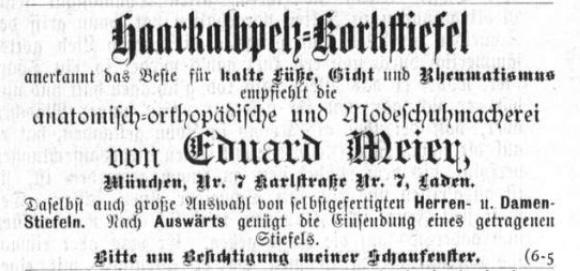
Zeitungsanzeige aus dem Jahre 1889, Schuhmacherei Eduard Meier

Eduard Meier erhält das Prädikat Hoflieferant der Fürsten von Hohenzollern-Sigmaringen und 1895 Königlich Bayerischer Hoflieferant. Seine Söhne Wilhelm und Ernst einigen sich auf unterschiedliche Werdegänge. Ernst Meier (späteres Mitglied im Widerstandskreis Sperr) schlägt eine akademische Laufbahn ein. Wilhelm Meier übernimmt das Unternehmen nach dem Ende des Ersten Weltkriegs. Er erweitert die Angebotspalette um Konfektionsschuhwerk und führt das Unternehmen zu internationaler Bekanntheit.

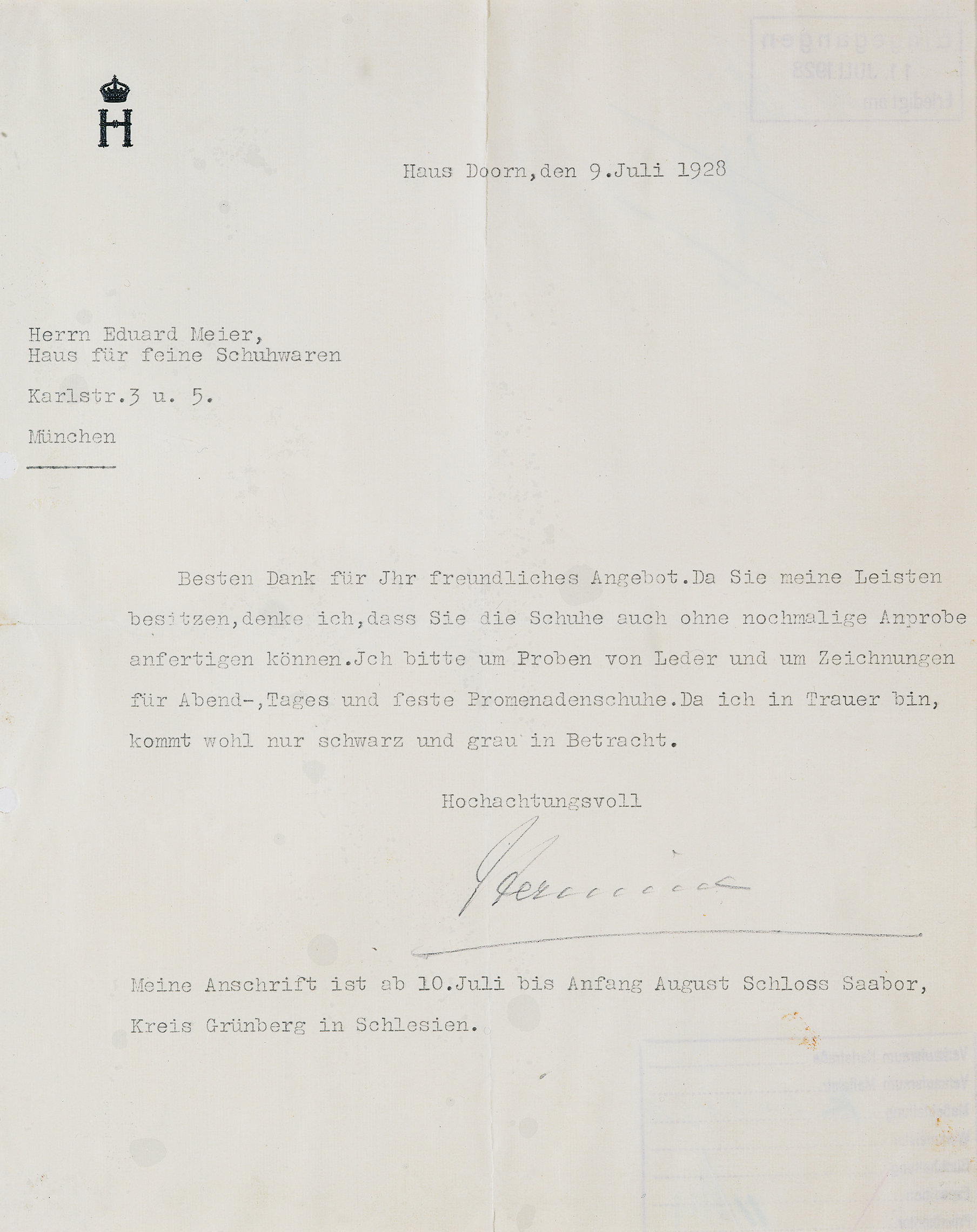
Briefbestellung I. M. Kaiserin Hermine

Ende der 1920er-Jahre befanden sich 10.000 Paar Maßleisten im damaligen Stammhaus, Karlstraße 3 und 5 in München. Eine frühe Versandtätigkeit lässt sich durch die Belieferung der im Exil lebenden Kaiserin Hermine nach Doorn belegen. Modellzeichnungen und Materialmuster wurden postalisch vorgelegt. Die Schuhe wurden in München auf den Maßleisten der Kaiserin gefertigt. Um Passgenauigkeit des Fertig- und Maßschuhwerkes zu überprüfen, setzte Wilhelm Eduard Meier, als erster in Europa, heute nicht mehr zulässig, ein Röntgengerät ein, das so genannte Pedoskop.
Die Lage des Geschäftshauses entwickelte sich, durch das in den 1930er-Jahren in der direkten Nachbarschaft entstehende NS-Viertel, nach Aussage des heutigen Gf. Peter Eduard Meier, problematisch. So mussten Filialen in der Münchener Theatinerstraße und Maffeistraße eröffnet werden. Im Dezember 1944 wurde das Geschäftshaus mit Werkstätten, Ladengeschäft, Büros, vermieteten Gewerbeflächen und Wohnungen vollkommen zerstört. Als Anfang der 1950er-Jahre auf dem Ruinengrundstück Karlstraße 3 & 5 ein Behelfsbau errichtet worden war, konnte das Verkaufsgeschäft dort eröffnet werden. In den Jahren des Wirtschaftswunders erfolgte die Eröffnung eines Ladens im Nachfolgegebäude der Vorkriegsfiliale Maffeistraße 3.
1963 zog Ed.Meier aus der Karlstraße an den Lenbachplatz 7, in die von den Architekten Ruf und Papst in modernem Stil wiedererrichtete Maxburg. 1982 wurde die Filiale Maffeistraße in die Residenzstraße 22 verlegt. Seit 1985 sind die Geschwister Peter Eduard Meier und Brigitte Meier geschäftsführende Gesellschafter des Unternehmens. Anfang der 1980er-Jahre wurde das Angebot um klassische Bekleidung und Jagdausstattungen ergänzt. 2010 wurde das Ladengeschäft in der Brienner Straße 10 eröffnet. Der Betrieb zog im Sommer 2013 gänzlich in die Räume in der Brienner Straße um.